# ATP Boston
Das ATP-Turnier von Boston (offiziell U.S. Pro Tennis Championships) war ein US-amerikanisches Herrentennisturnier, das in Boston, Massachusetts ausgetragen wurde.

## Geschichte
Die erste Austragung fand 1927 statt, damals noch in Manhattan. Schon nach einem Jahr wechselte das Turnier nach Forest Hills, den früheren Austragungsort der US Open. Nach 1932 wechselte das Turnier mehrmals die Standorte und wurde in verschiedenen Clubs in New York, Chicago, Los Angeles und West Virginia ausgetragen, bevor es nach dem Zweiten Weltkrieg wieder in Forest Hills seine Heimat fand. Von 1952 bis 1962 wurde das Turnier in verschiedenen Standorten in Cleveland ausgetragen, bevor es – nach einem einjährigen Intermezzo in Forest Hills – ab 1964 seinen endgültigen Standort im Longwood Cricket Club in Boston fand.
Das Turnier war vor 1968 ein Profi-Turnier und war unter diesen eines der angesehensten; gemeinsam mit dem Wembley Championship in London und den French Pro Championships in Paris war es eines der drei „Profi-Grand-Slam-Turniere“, den Professional World Singles Tournaments. In der Open Era nach 1968 verlor das Turnier diesen Status und wurde Teil des Grand Prix Tennis Circuit, dem Vorläufer der ATP Tour. Innerhalb dieser Tour war es von 1970 bis 1977 Teil der Grand Prix Championship Series, vergleichbar mit der heutigen ATP Tour Masters 1000. In den Jahren 1990 bis 1995 war das Turnier ein Exhibition-Event, bevor in der Saison 1997 wurde das Turnier wieder Teil der ATP Tour wurde. Nach drei Austragungen wurde es dann endgültig eingestellt.
Der Belag wechselte sehr oft in der Geschichte des Turniers, zunächst wurde auf Rasen gespielt, danach je nach Austragungsort auf Sand oder Rasen. Als das Turnier in Cleveland ausgetragen wurde, spielte man auf Indoor-Hartplätzen, in Boston dann zunächst wieder auf Rasen. In der Open Era spielte man dann anfangs einige Jahre auf Hartplatz, bevor man 1974 gemeinsam mit den US Open auf Har-Tru-Sandplätze wechselte. Während man bei den US Open nach drei Jahren auf Hartplatz wechselte, behielt das Turnier in Boston seinen Sandplatzbelag. Erst im Jahr 1992 entschloss man sich ebenfalls auf Hartplätzen zu spielen, dies wurde bis zur Einstellung des Turniers 1999 so belassen.

## Siegerliste
Rekordsieger in der Open Era ist Björn Borg mit drei Titeln, im Doppel konnte Andrés Gómez das Turnier dreimal gewinnen und ist damit Doppelrekordsieger. Vor 1968 gewann Pancho Gonzales das Turnier achtmal, da wurde das Turnier allerdings noch nicht in Boston ausgetragen.

### Einzel
| Jahr                          | Sieger              | Finalisten        | Finalergebnis           |
| ----------------------------- | ------------------- | ----------------- | ----------------------- |
| 1999                          | Marat Safin         | Greg Rusedski     | 6:4, 7:611              |
| 1998                          | Michael Chang       | Paul Haarhuis     | 6:3, 6:4                |
| 1997                          | Sjeng Schalken      | Marcelo Ríos      | 7:5, 6:3                |
| 1996                          | keine Austragung    | keine Austragung  | keine Austragung        |
| 1990–1995: Exhibition-Turnier |                     |                   |                         |
| 1989                          | Andrés Gómez (2)    | Mats Wilander     | 6:1, 6:4                |
| 1988                          | Thomas Muster       | Lawson Duncan     | 6:2, 6:2                |
| 1987                          | Mats Wilander (2)   | Kent Carlsson     | 7:6, 6:1                |
| 1986                          | Andrés Gómez (1)    | Martín Jaite      | 7:5, 6:4                |
| 1985                          | Mats Wilander (1)   | Martín Jaite      | 6:2, 6:4                |
| 1984                          | Aaron Krickstein    | José Luis Clerc   | 7:6, 3:6, 6:4           |
| 1983                          | José Luis Clerc (2) | Jimmy Arias       | 6:3, 3:6, 6:0           |
| 1982                          | Guillermo Vilas     | Mel Purcell       | 6:4, 6:0                |
| 1981                          | José Luis Clerc (1) | Hans Gildemeister | 0:6, 6:2, 6:2           |
| 1980                          | Eddie Dibbs         | Gene Mayer        | 6:2, 6:1                |
| 1979                          | José Higueras       | Hans Gildemeister | 6:3, 6:1                |
| 1978                          | Manuel Orantes (2)  | Harold Solomon    | 6:4, 6:3                |
| 1977                          | Manuel Orantes (1)  | Eddie Dibbs       | 7:6, 7:5, 6:4           |
| 1976                          | Björn Borg (3)      | Harold Solomon    | 6:7, 6:4, 6:1, 6:2      |
| 1975                          | Björn Borg (2)      | Guillermo Vilas   | 6:3, 6:4, 6:2           |
| 1974                          | Björn Borg (1)      | Tom Okker         | 7:6, 6:1, 6:1           |
| 1973                          | Jimmy Connors       | Arthur Ashe       | 6:3, 4:6, 6:4, 3:6, 6:2 |
| 1972                          | Bob Lutz            | Tom Okker         | 6:4, 2:6, 6:4, 6:4      |
| 1971                          | Ken Rosewall        | Cliff Drysdale    | 6:4, 6:3, 6:0           |
| 1970                          | Tony Roche          | Rod Laver         | 3:6, 6:4, 1:6, 6:2, 6:2 |
| 1969                          | Rod Laver (2)       | John Newcombe     | 7:5, 6:2, 4:6, 6:1      |
| 1968                          | Rod Laver (1)       | John Newcombe     | 6:4, 6:4, 9:7           |

### Doppel
| Jahr                          | Sieger                                 | Finalisten                         | Finalergebnis    |
| ----------------------------- | -------------------------------------- | ---------------------------------- | ---------------- |
| 1999                          | Guillermo Cañas Martín García          | Marius Barnard T. J. Middleton     | 5:7, 7:62 6:3    |
| 1998                          | Jacco Eltingh (2) Paul Haarhuis (2)    | Chris Haggard Jack Waite           | 6:3, 6:2         |
| 1997                          | Jacco Eltingh (1) Paul Haarhuis (1)    | Dave Randall Jack Waite            | 6:3, 7:63        |
| 1996                          | keine Austragung                       | keine Austragung                   | keine Austragung |
| 1990–1995: Exhibition-Turnier |                                        |                                    |                  |
| 1989                          | Andrés Gómez (3) Alberto Mancini       | Todd Nelson Phil Williamson        | 7:6, 6:2         |
| 1988                          | Jorge Lozano Todd Witsken              | Bruno Orešar Jaime Yzaga           | 6:2, 7:5         |
| 1987                          | Hans Gildemeister (2) Andrés Gómez (2) | Mats Wilander Joakim Nyström       | 7:6, 3:6, 6:1    |
| 1986                          | Hans Gildemeister (1) Andrés Gómez (1) | Dan Cassidy Mel Purcell            | 4:6, 7:5, 6:0    |
| 1985                          | Libor Pimek Slobodan Živojinović       | Peter McNamara Paul McNamee        | 2:6, 6:4, 7:6    |
| 1984                          | Ken Flach Robert Seguso                | Gary Donnelly Ernie Fernández      | 6:4, 6:4         |
| 1983                          | Mark Dickson Cássio Motta              | Hans Gildemeister Belus Prajoux    | 7:5, 6:3         |
| 1982                          | Craig Wittus Steve Meister             | Freddie Sauer Schalk van der Merwe | 6:2, 6:3         |
| 1981                          | Raúl Ramírez (2) Pavel Složil          | Hans Gildemeister Andrés Gómez     | 6:4, 7:6         |
| 1980                          | Gene Mayer Sandy Mayer                 | Hans Gildemeister Andrés Gómez     | 1:6, 6:4, 6:4    |
| 1979                          | Syd Ball Kim Warwick                   | Heinz Günthardt Pavel Složil       | 4:6, 6:4, 6:4    |
| 1978                          | Víctor Pecci Balázs Taróczy            | Heinz Günthardt Van Winitsky       | 6:3, 3:6, 6:1    |
| 1977                          | Brian Gottfried (2) Bob Hewitt         | Onny Parun Ken Rosewall            | 6:2, 7:5         |
| 1976                          | Ray Ruffels Allan Stone                | Mike Cahill John Whitlinger        | 3:6, 6:3, 7:6    |
| 1975                          | Brian Gottfried (1) Raúl Ramírez (1)   | John Andrews Mike Estep            | 4:6, 6:3, 7:6    |
| 1974                          | Bob Lutz Stan Smith                    | Hans-Jürgen Pohmann Marty Riessen  | 3:6, 6:4, 6:3    |
| 1973                          | keine Austragung                       | keine Austragung                   | keine Austragung |
| 1972                          | John Newcombe Tony Roche               | Arthur Ashe Bob Lutz               | 6:3, 1:6, 7:6    |
| 1971                          | Roy Emerson (2) Rod Laver (2)          | Tom Okker Marty Riessen            | 6:4, 6:4         |
| 1970                          | Roy Emerson (1) Rod Laver (1)          | Ismail El Shafei Torben Ulrich     | 6:1, 7:6         |